# Karg-Stiftung
Die Karg-Stiftung wurde 1989 von Adelheid und Hans-Georg Karg, dem kinderlosen Sohn des Hertie-Warenhaus-Unternehmers Georg Karg, gegründet, um die Entwicklung von Fähigkeiten und Fertigkeiten hochbegabter Kinder und Jugendlicher gezielt zu fördern. 

## Geschichte
Die Stiftung wurde 1989 durch Hans-Georg und Adelheid Karg gegründet. 1990 begann man mit der Kooperation mit dem Christlichen Jugenddorf CJD Braunschweig. Die Deutschen SchülerAkademien wurden 1991 zum ersten Mal gefördert. Die Hans-Georg Karg-Grundschule wurde 1991 in Braunschweig eröffnet. 2000 qualifizierten sich Schulpsychologen in Hessen. Zum ersten Mal wurde 2001 Altensteiger Sommermusik gefördert. Im gleichen Jahr begann man mit zahlreichen Kooperationen und Förderungen von Beratungsstellen.
2002 wurde das erste Karg-Forum gegründet und es wurde mit dem Internetportal zum Thema Hochbegabung gestartet. Die Impulsschulen wurden ab 2003 eingeführt. Das Frühstudium an der Uni Würzburg wurde wissenschaftlich begleitet. Das Projekt „Sehstern“ wurde 2007 an den Pinakotheken, München begonnen. Die „Begabtenförderung in den Ländern“ wurden 2008 publiziert. 

## Übersicht
Die Karg-Stiftung wurde 1989 von Adelheid und Hans-Georg Karg, dem kinderlosen Sohn des Hertie-Warenhaus-Unternehmers Georg Karg und seiner Frau, gegründet, um die Entwicklung von Fähigkeiten und Fertigkeiten hochbegabter Kinder und Jugendlicher gezielt zu fördern. Für sie war ein dezidiert christliches Menschenbild maßgeblich, das gegenseitiges Verstehen und die Verantwortung füreinander in den Mittelpunkt stellt. 
Zielgruppe der Stiftung sind hoch begabte Kinder und Jugendliche im Vorschul- und Schulalter. Die Stiftung fördert diese Kinder über Projekte und Institutionen, deren Schwerpunkt eine ganzheitliche Hochbegabtenförderung ist, um die gesamte Persönlichkeit der Geförderten zu entwickeln. 
Seit 2009, dem 20-jährigen Jubiläum der Stiftung, wird alle zwei Jahre der mit 50.000 Euro dotierte Karg-Preis verliehen. Er dient der Unterstützung herausragender Initiativen zur Hochbegabtenförderung.

## Ziele
Das Themenfeld. – Die Karg-Stiftung hat seit ihrer Gründung im Jahre 1989 das Themenfeld Hochbegabung erschlossen und viele Initiativen und modellhafte Angebote angestoßen und gefördert. Sie hat zu einer Neubewertung des Themenfeldes wesentlich beigetragen. Es bleibt ihr Ziel, Vorurteile über Hochbegabung und Hochbegabte anzusprechen und abzubauen, denn gerade Kinder und Jugendliche leiden besonders unter den Urteilen ihrer Umgebung. 
Leitbild. – Die Karg-Stiftung bekennt sich zur Förderung hochbegabter Menschen und ihrer kognitiven Fähigkeiten. Sie ist ein Anwalt der Hochbegabtenförderung in Deutschland. Dabei soll das Thema Hochbegabung im Sinne des christlichen Menschenbildes der Stifter komplex und umfassend diskutiert werden. Keinesfalls geht es um einen eindimensionalen Leistungsbegriff oder um eine ökonomisch verstandene Verwertbarkeit von Wissen und Begabung.
Bildungssystem. – Die Förderung von begabten Kindern und Jugendlichen ändert jede Bildungseinrichtung und das Bildungssystem insgesamt. Das Bildungssystem soll durchlässiger für Hochbegabung werden und dem Thema weiterhin eine höhere Aufmerksamkeit schenken. 
Partner und Projekte. – Die Karg-Stiftung arbeitet mit modellhaften, übertragbaren und qualifizierten Partnern und Projekten zusammen, um eine möglichst breite Wirkung der Förderung zu erzielen. Die Stiftung nutzt ihre Übersicht über Thema und Akteure, um alle Beteiligten, Verantwortlichen und Interessierten untereinander zu vernetzen. 

## Aktivitäten
Der Karg-Preis 2009 ging an den von Jugendlichen gegründete Verein Quod Erat Demonstrandum e. V., 2011 wurden das Hochbegabten-Zentrum Rheinland in Brühl und das Wilhelm-Ostwald-Gymnasium in Leipzig für ihr Engagement im Bereich Underachiever ausgezeichnet. Den Preis 2013 erhielt die Evangelische Schule Berlin Mitte/Zentrum (ESBZ) für ihr Modell einer partizipativen und persönlichkeitsbildenden inklusiven Hochbegabtenförderung.
Diagnostik und Beratung. – Die geförderten Beratungsstellen für hochbegabte Kinder und Jugendliche sowie ihre Eltern haben ein breites Aufgabenspektrum und sie wirken in die Region hinein. Oft nehmen sie in ihrem Bundesland zentrale Aufgaben wahr. Zukünftig sollen vor allem bestehende Beratungsstellen um ein Angebot für Hochbegabte ergänzt werden. Auf dem Internetauftritt der Karg-Stiftung findet sich eine Datenbank aller Beratungsstellen, die allen Interessierten offensteht (direkter Link: siehe unten). 
Aus- und Weiterbildung. – Durch die Fort- und Weiterbildung von Erziehern / Erzieherinnen, Lehrern / Lehrerinnen und beratenden Pädagogen / Pädagoginnen und anderen Fachleuten werden jedes Jahr mehr Bildungs- und Erziehungseinrichtungen mit dem Thema Hochbegabung vertraut. Rund 150 Erzieherinnen und Erzieher haben seit 2004 den von der Karg-Stiftung initiierten Abschluss „Begabtenpädagoge“ erworben. Seit April 2009 wird diese Qualifikation an der Evangelischen Hochschule Dresden angeboten. Die von der Karg-Stiftung entwickelte Methode der „Impulskreise“ dient der Fortbildung von Lehrerinnen und Lehrern. 
Frühe Förderung. – Gerade im Kindergarten ist die Förderung von Hochbegabung eine Herausforderung. Viele der gängigen Hochbegabungs-Tests führen in diesem Alter noch nicht zu sicheren Aussagen. Daher gilt für die Karg-Stiftung der Grundsatz, lieber mehr Kinder zu fördern, als ein hochbegabtes Kind zu übersehen. In diesem Alter stehen für die Stiftung ohnehin das Spielen und die freie Entfaltung der kreativen und emotionalen kindlichen Kräfte im Mittelpunkt. Einer rein quantitativ bemessenen Faktenvermittlung und einer in jüngster Zeit zu beobachtenden ‚Förderhysterie‘ hält die Karg-Stiftung einen umfassenden Begabungsbegriff und ein ganzheitliches Menschenbild entgegen. 
Schule. – Das Förderfeld ist von der Schul- und Unterrichtsentwicklung in Sekundarstufe I und II und dem Für und Wider um integrative (d. h. einschließende, z. B. im bestehenden Klassenverband) oder segregative (d. h. trennende, z. B. auf Zeit, in einzelnen Maßnahmen oder aber in besonderen, homogenen Klassen) Förderung von hochbegabten Schülern geprägt. Ein weiteres wichtiges Thema beschäftigt vor allem viele Eltern: das sogenannte „Underachievement“, also die Tatsache, dass (hoch)begabte Schüler in bestimmten Lernsituationen deutlich weniger leisten, als ihnen möglich wäre. 
Außerschulisches. – Die außerschulische Förderung in eigenen Projekten oder in Form eines Frühstudiums an einer Hochschule bietet gezielte und individuelle Möglichkeiten. Die Karg-Stiftung beschäftigt sich vor allem mit Projekten der bildenden Kunst und kooperiert mit mehreren Universitäten für eine modellhafte Weiterentwicklung des Angebotes für Schülerinnen und Schüler. 
Wissenschaft. – Die Karg-Stiftung stellt sich der Frage, was Begabung eigentlich ist, und bezieht immer auch neueste Ergebnisse und Wissenschaften ein, wie jüngst die Hirnforschung. Sie fördert die wissenschaftliche Auseinandersetzung in den Erziehungswissenschaften und fragt vor dem Hintergrund eines ökonomischen Zeitgeistes nach den Werten in der Hochbegabtenförderung (Gadheimer Kreis). 
Vernetzung und Kommunikation. – Die Karg-Stiftung bringt regelmäßig alle Interessierten und Engagierten aus Hochbegabungsprojekten (im Karg-Forum) und die Experten und Verantwortlichen aus Wissenschaft, Praxis und Bildungsadministration (im Fachforum Ministerien) zu Gedankenaustausch und ‚Benchmarking‘ an einen Tisch. Die Ergebnisse aller Veranstaltungen werden in regelmäßiger Folge öffentlich zugänglich gemacht. Anforderungen des in der Regel kostenlosen Materials sind über die Geschäftsstelle möglich.
"Fachportal Hochbegabung". - Die Karg-Stiftung betreibt das Fachportal Hochbegabung, das Grundlagenwissen und Orientierung zur Situation professioneller Hochbegabtenförderung in Deutschland vermittelt. Angeboten werden u. a. Fragen und Antworten zur Hochbegabung, ein Hochbegabungs-Blog, eine Datenbank mit Beratungsstellen sowie Übersichten zur Begabtenförderung in den Bundesländern.

## Verleihungen des Karg-Preises
- 2009: QED e. V. ; Publikation „Taten, Themen und Talente. 20 Jahre Karg-Stiftung 1998-2009“
- 2011: Hochbegabten-Zentrum Rheinland in Brühl und das Wilhelm-Ostwald-Gymnasium in Leipzig
- 2013: Evangelische Schule Berlin Zentrum (ESBZ)